# Duo Benezra
 (avril 2021).
Si vous disposez d'ouvrages ou d'articles de référence ou si vous connaissez des sites web de qualité traitant du thème abordé ici, merci de compléter l'article en donnant les références utiles à sa vérifiabilité et en les liant à la section « Notes et références ».
Duo Benezra est une émission de télévision québécoise animée par Sonia Benezra sur Musimax et diffusée en 1997,.

## Principe
C'est une émission-débat de 30 minutes où passent des vedettes comme Joe Esposito, Samantha Fox, Céline Dion et Corneille. En toute intimité, les vedettes se livrent à Sonia. Comme toujours cette émission-débat parle d'une multitude de sujets : la famille, la décoration, la santé, la mode.